# Paulo Setubal Neto
Paulo Setubal Neto (c. 1950) é um empresário brasileiro. Filho mais velho de Olavo Setubal, detém cerca de 2% das ações do Itaúsa. De acordo com a revista Forbes, é uma das pessoas mais ricas do Brasil, com um patrimônio estimado em 2020 de US$ 1 bilhão.